# Denkershausen
Denkershausen ist ein Dorf in der Stadt Northeim. Hierzu gehört auch das Gut Wiebrechtshausen.

## Geschichte
Der Ort wurde erstmals im Jahr 1141 urkundlich erwähnt, da das St.-Blasien-Kloster (Northeim) hier zwei Hufen besaß. Weiteren Grundbesitz erwarb im Mittelalter das Kloster Wiebrechtshausen. Die Landesherrschaft hatten die Welfen inne, die Denkershausen aus dem brunonischen Erbe erhielten.
Seit Alters her befand sich in Denkershausen die Hinrichtungsstätte und Abdeckerei des Amts Brunstein.
Das 1955 errichtete Schulgebäude wurde inzwischen zum Dorfgemeinschaftshaus umgewidmet. Das Ortswappen zeigt drei Lampenputzer und einen Fisch und nimmt damit Bezug auf den westlich benachbarten Denkershäuser Teich (Position), der als Naturschutzgebiet ausgewiesen (NSG Nr. BR 031) ist.
Am 1. März 1974 wurde Denkershausen in die Kreisstadt Northeim eingegliedert.

## Politik

### Ortsrat
Der Ortsrat in Denkershausen setzt sich aus sieben Ratsfrauen und Ratsherren zusammen. Bei der Kommunalwahl 2021 ergab sich folgendes Ergebnis und folgende Sitzverteilung:
- Freie Wählergemeinschaft Denkershausen/Wiebrechtshausen (FWDW): 4 Sitze
- SPD: 3 Sitze

(Stand: Kommunalwahl 2021)

### Ortsbürgermeister
Ortsbürgermeister und Ortsbeauftragter ist Martin Jahn, stellvertretender Ortsbürgermeister ist Raimund Köhler.

## Sehenswürdigkeiten

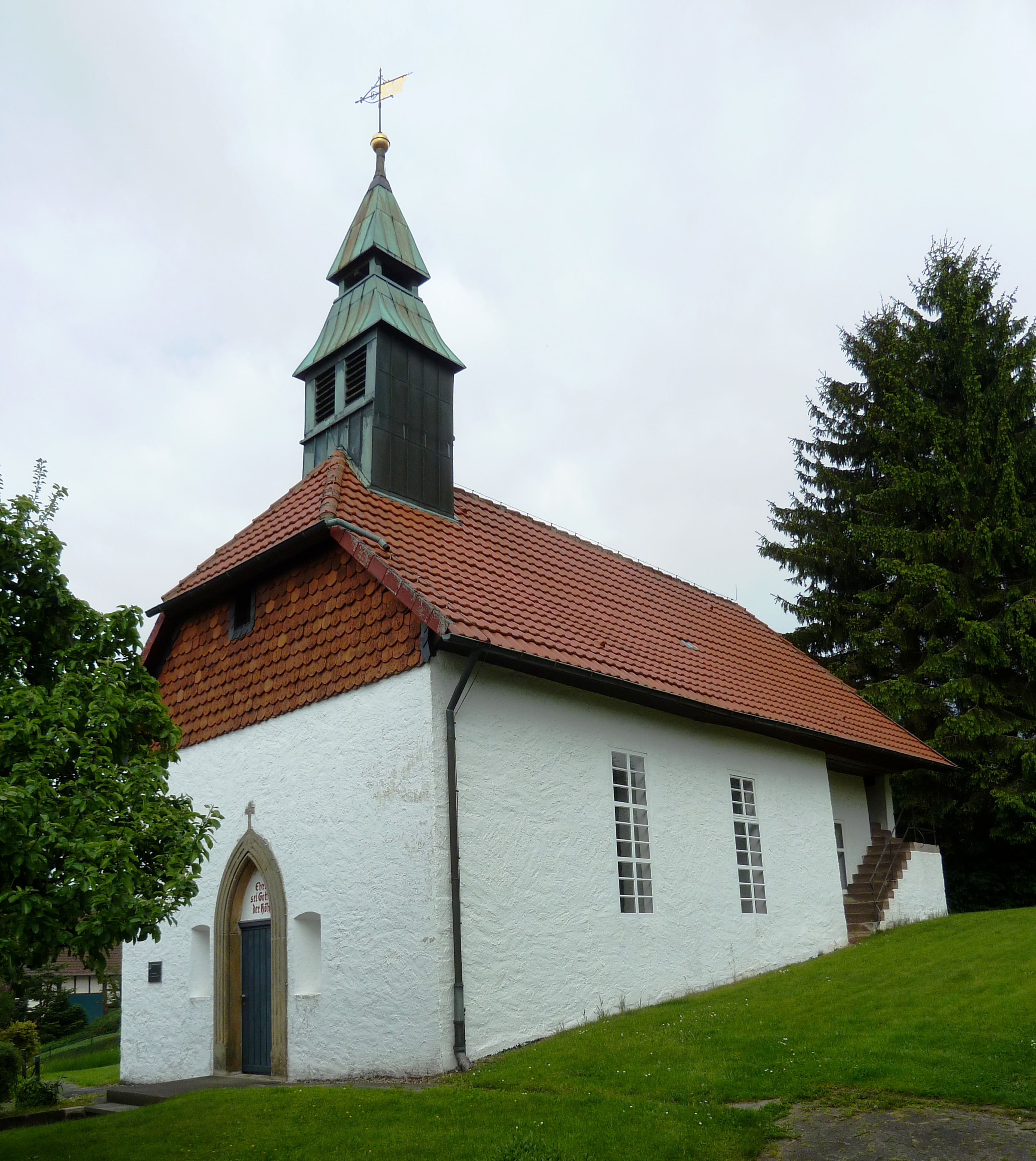
Ev. Kirche St. Pankratius

Die evangelisch-lutherische Kirche zu Denkershausen wurde von Hector Wilhelm Heinrich Mithoff vermessen; das Kirchenschiff hatte demnach eine Länge von 28 Fuß und eine Breite von 21 Fuß. Der Chor, welcher aus älterer Zeit als das Schiff stammt, hatte sowohl in seiner Länge als auch in der Breite die Ausmaße von 13 Fuß und war von einem Steingewölbe überdacht, während das Kirchenschiff von einer einfachen Balkendecke geschlossen wurde. Als ungefähre Bauzeit der Kirche wurde die Zeit vor der Reformation angegeben. Heute wird als Bauzeit das Jahr 1653 angenommen, aus dem auch eine von Mithoff erwähnte Glocke stammte. Der von Mithoff erwähnte ehemalige viereckige massive Kirchturm an der Westseite ist nicht mehr vorhanden. Das heutige spitzbogige Westportal mit der Jahreszahl 1875 weist auf eine Umbaumaßnahme hin. Kirchenschiff und Chor sind unter einem gemeinsamen Satteldach zusammengefasst, das über dem Chorende leicht abgewalmt ist und über der Eingangsseite einen Dachreiter trägt. In den Kirchenbüchern, die ab dem Jahr 1789 beginnen, sind zudem alle Prediger seit der Reformation gelistet.